# 短身鰍鮀
短身鰍鮀（学名：Gobiobotia abbreviata）为輻鰭魚綱鯉形目鲤科鰍鮀屬的鱼类，是中国的特有物种。分布于四川省境内的岷江、沱江和长江干流等。该物种的模式产地在成都。體長可達5.4公分。

## 扩展阅读
維基物種上的相關：短身鰍鮀